# 菲律賓同性婚姻
菲律賓同性婚姻是菲律賓對於同性婚姻的保障情況，目前屬尚未法制化的國家。

## 歷史
1998年，参议员Marcelo B. Fernan和Miriam Defensor Santiago提出一系列四项法案，即禁止认可涉及跨性别者的婚姻，禁止认可菲律宾以及国外注册的两个相同的生物学性别的人之间的婚姻关系。
自2006年以来，反同性婚姻的法案已经递交，参议院和国会仍在审议中。在2011年初，众议员提交条例草案修订菲律宾家庭法第26条规定。具体而言，此举旨在禁止菲律宾承认其他国家注册的同性婚姻。该法案仍在委员会中。
2017 年初，杜特蒂所屬的執政黨「菲律賓民主黨──人民力量」（PDP-Laban），就在眾議院內提出《同婚專法》。此提案雖然保障了同性戀伴侶的民事結合，但卻迴避給予婚姻定位，也因此被相關同志團體視為執政黨的背信。
菲律賓現任總統杜特蒂曾在2017年12月公開支持同性婚姻，並邀請菲律賓的同志社團推選代表，加入政府的修法團隊。
2014年12月总统府发言人Herminio Coloma Jr评论同性婚姻说：“我们必须尊重个人进入这样伴侣关系的权利，这是人权的一部分，我们只需要等待国会的提案。”
2015 年當地同志律師Jesus Falcis就已透過法律程序，要求法院宣告婚姻限定一男一女違憲，並希望法院承認同性婚姻合法。

2015年5月爱尔兰通过民众投票合法化同性婚姻，菲律宾也开始有一个合法化这项法律的请愿书。菲律宾天主教主教会议反对这个想法，尽管他们声称支持“人人平等”。甚至在一定程度上认为“同性婚姻”和“爱上了同性是错误的”。

## 內部連結
- 菲律賓LGBT權益